# 오프사이드

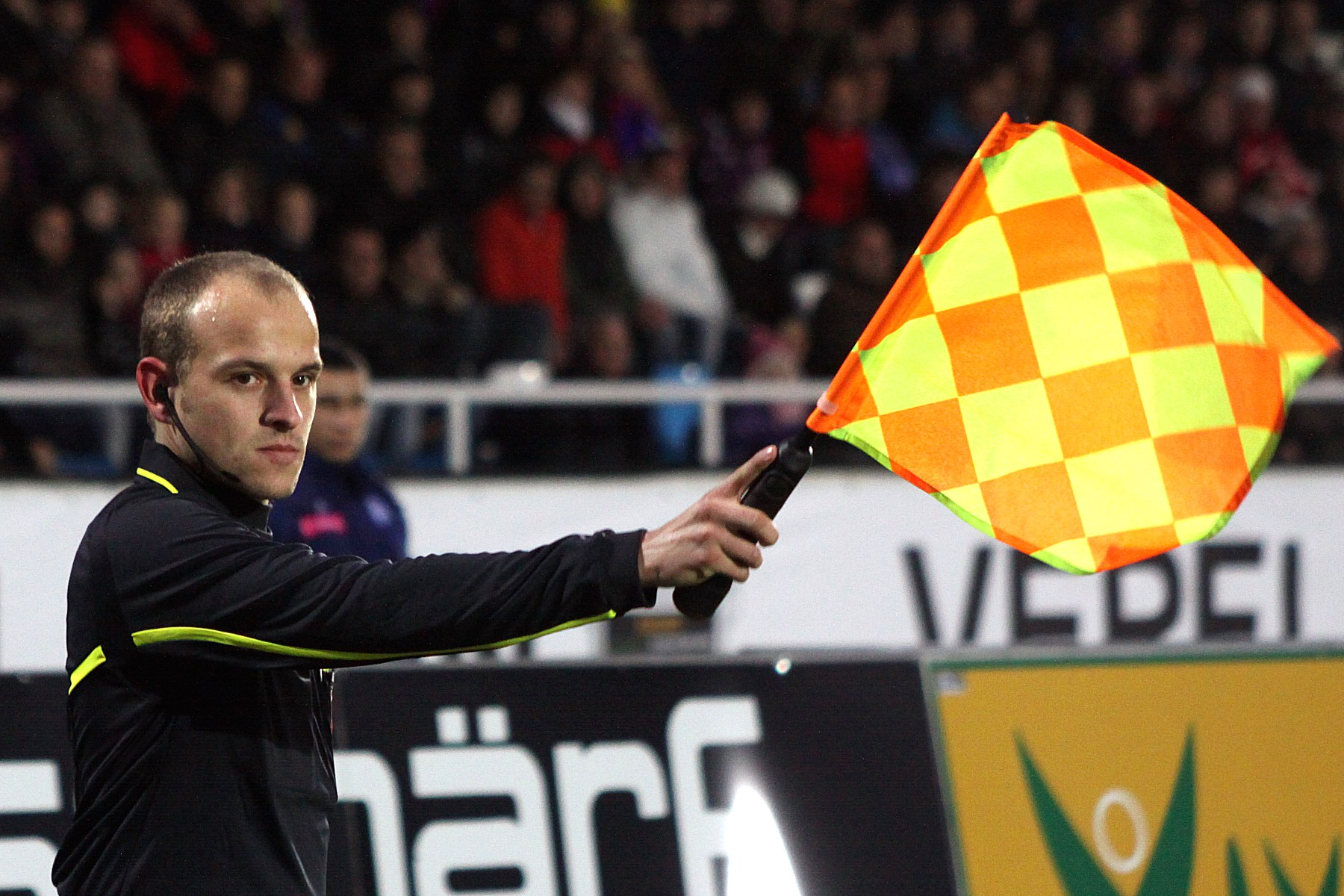
기를 들어 오프사이드를 선언하는 부심

오프사이드(offside, 문화어: 공격을 어김)란 축구에서 나오는 공격자 반칙 중 하나이다. 자신의 편이 공격 진영에서 공보다 앞에 있을 때, 그 선수가 골키퍼를 포함한 상대편 최후방 2번째 수비수보다 상대 골라인에 가까이 있는 경우 오프사이드 위치에 있다고 하며, 그 선수가 같은 편 선수의 킥 순간에 오프사이드 위치에서 공격을 위한 행동중이라면 오프사이드 반칙으로 판정내리게 된다. 다시 말해서, 공격수가 최후방에 위치해 있다고 해서 오프사이드 반칙을 받는 것이 아니라 그 위치로 패스를 하게 될 때 오프사이드 반칙을 범하는 것이다. 다만 오프사이드 위치에서 플레이에 관여하며 이득을 취하거나 상대의 수비를 방해했다면 다른 위치로의 킥이나 슈팅 혹은 골 득점인 유효슈팅이었다고 하더라도 오프사이드 반칙이 선언된다. 공격수가 드리블로 상대방의 최후방의 선수를 통과할 경우 오프사이드가 아니지만 공을 상대방의 최후방의 선수를 통과하여 최후방 선수의 뒤에서 미리 대기하고 있던 같은 편 선수에게 공을 전달하는 경우와 같은 상황에서 대부분의 오프사이드 반칙이 된다.

## 오프사이드가 되는 조건

최전방에 있는 파란 공격수는 오프사이드 위치에 있다. 점선으로 표시된 부분이 최종 수비수 2명의 위치이며, 파란 공격수는 이를 넘어서 있다. 이 때 공격수가 아무런 행동을 취하지 않고 온사이드 위치로 돌아서거나, 공이 오프사이드 위치에 있는 공격수에게 패스가 가지 않으면 오프사이드가 선언되지 않는다. 곧 위와 같이 오프사이드 위치에 있는 공격수가 패스를 통해 공을 받을 경우에만 오프사이드가 선언이 된다.

다음 5가지 조건을 모두를 만족할 때만 오프사이드가 인정된다. 공격수의 위치 조건은 손과 팔을 제외한 머리, 몸통, 하체를 아울러 판단한다.
1. 공을 찬 순간 공을 받는 선수가 중앙선을 넘어간 상태여야 한다.
2. 공을 받는 공격수가 최후방으로부터 두번째 수비수보다 앞에 있으며, 공보다 앞에 있어야 한다.
3. 공이 패스로 이동해야 한다.
4. 상대편 골라인과 공격수 간의 위치에 골키퍼를 포함한 상대편의 선수가 2명보다 적어야 한다.
5. 페널티 킥의 경우 공이 골대(크로스바, 골포스트 등)를 맞고 상대편 공격수에게 갔을 경우 수비수보다 먼저 앞서 있어야 한다.

만약 상대 골키퍼가 후반전 마지막 공격을 목적으로 공격 진영으로 넘 시점에서 공격수보다 앞서 2명의 선수가 없으면 오프사이드. 상대 골키퍼 부재시 1명의 수비수만 수비 진영에 있는데 패스가 출발하기 전에 공격수가 하프라인 넘어들어가 있으면 오프사이드가 된다. 즉, 상대방 진영에 단 한명의 수비수만 위치해 있는 상태에서 패스를 한 순간 공격수가 하프라인 아래서부터 시작하여 달려가 받으면 오프사이드가 선언되지 않는다.
그리고 공이 골대, 상대방 선수 혹은 심판진을 맞고 굴절되었을 때 공격수가 공을 찬 시점에서 오프사이드 위치에 있던 같은 편 선수가 공을 접촉하는 순간 오프사이드가 인정된다. 그리고 공을 직접 접촉하는 것 뿐만이 아니라 플레이 관여하는 것만으로도 오프사이드가 선언된다(예를 들면, 오프사이드 위치에 있는 같은 편 공격수가 상대 수비수(골키퍼 포함)의 수비를 방해하거나 시야를 방해했을 경우에도 오프사이드가 선언된다.)

## 오프사이드가 적용되지 않는 경우
1. 스로인1으로 공을 던질 때
2. 코너킥 시

공을 가지고 있지 않은 페널티 박스 안 공격수는 오프사이드 위치에 있는 것이 아니다. 최후방으로부터 두번째 수비수보다 앞에 있지만, 공보다 뒤에 있기 때문이다.

3. 공을 찬 순간 공을 받는 공격수가 중앙선을 넘지 않았을 때
4. 패스가 아닌 드리블로 상대방의 최후방 선수보다 앞쪽까지 이동할 때
5. 페널티의 경우 공이 골키퍼를 맞고 상대편 공격수에게 갔을 경우 수비수보다 먼저 앞서 있을 때
6. 최후방으로부터 두 번째 수비수보다 앞에 있지만, 공을 받는 공격수가 공보다 뒤에 있을 때
7. 오프사이드의 위치에 서 있지만, 그 위치에 서 있는 선수가 플레이에 관여하지 않을 때

축구에서는 오프사이드 반칙을 전술에 사용하기도 한다. 수비 시 일부러 상대편 공격수가 오프사이드에 걸리게 하여 반칙을 얻어내는 데, 이때 수비진이 ‘오프사이드 트랩(Offside trap)을 이용하였다’ 혹은 공격진이 ‘오프사이드 트랩에 걸렸다.’ 라고 말을 한다. 수비진들은 수비라인을 일자로 정렬하여 순간적으로 앞으로 올라오면서, 상대편 공격진이 오프사이드에 걸리게 한다. 하지만, 오프사이드 트랩을 실패하였을 경우에는 상대편 공격수에게 노마크 찬스를 내주게 되어 위험부담이 따른다.
오프사이드 트랩의 사용유무는 상대편의 전술과 플레이 스타일에 따라 달라진다. 만일 상대편 공격진에 개인기가 뛰어난 선수가 있다면, 수비진들은 대인마크 보다는 오프사이드 트랩을 이용해 공격수를 막을 수도 있다. 만일 상대편이 롱패스를 자주 사용한다면, 오프사이드 트랩을 사용하기 보다는 대인마크를 통해 공격수를 막아낸다.
오프사이드는 하프라인을 넘지 않을 경우 적용되지 않는다. 카잔의 기적 당시 주세종이 최전방에 있는 손흥민에게 패스했으나 손흥민은 하프라인을 넘지 않은 상태에서 공을 받았기 때문에 독일의 최후방 수비수인 니클라스 쥘레보다 앞에 있었음에도 오프사이드가 선언되지 않았다.
1드로잉이라는 표현은 잘못된 표현이다.

## 심판의 역할
오프사이드 판단을 내릴 때, 심판진은 부심에게 주로 이 임무를 맡긴다. 부심은 이를 위해 사이드라인을 따라 다니며, 주로 중앙선이나 최후방에서 두 번째 선수, 그리고 공을 주시하며 경기를 지켜본다. 오프사이드로 판단이 서는 순간, 부심은 그 자리에 멈춰서서 오프사이드 기를 들어올린다. 주심이 이를 확인한 이후, 부심은 기를 잠시 내린 뒤, 다음으로 진행될 공격 방향을 향해 기를 들어올린다.

### 문제점
그러나 오프사이드는 판단을 내리기 매우 어려운 종류의 반칙이다. 여러명의 선수가 빠른 속도로 움직이는 축구의 특성 상, 부심으로 하여금 한번의 많은 양의 정보를 짧은 시간 안에 판단하게끔 하기 때문이다. 또한 두 명의 부심이 각각 경기장 한쪽 측면에서 경기장 전체를 판단해야 하는 점도 한계점이다. 그리고 오프사이드의 기준이 되는 것이 공격수의 팔과 손을 제외한 부위라는 점도, 판단하기 어려운 순간들을 자주 발생시킨다.

## 공인구
2022년 FIFA 월드컵 공인구인 알 리흘라(Al Rihla)는 공 내부에 오프사이드 판독 기능을 갖춘 센서가 내장되어 있다. 사우디아라비아는 이 기능을 최대한 이용해서 이 월드컵 최강팀인 아르헨티나를 이겼다. 실제로도 아르헨티나는 이 경기에서 4골을 넣었으나 3골이 오프사이드 판정을 받아 무효 처리되었다.

## 추가 정보
- 위키미디어 공용에 오프사이드 관련 미디어 분류가 있습니다.